# Shadai
Shadai (kinesiska: 沙岱乡, 沙岱) är en socken i Kina. Den ligger i provinsen Sichuan, i den sydvästra delen av landet, omkring 210 kilometer sydväst om provinshuvudstaden Chengdu. Antalet invånare är 2 685. Befolkningen består av 1 212 kvinnor och 1 473 män. Barn under 15 år utgör 32 %, vuxna 15-64 år 62 %, och äldre över 65 år 4,0 %.
Genomsnittlig årsnederbörd är 1 227 millimeter. Den regnigaste månaden är juli, med i genomsnitt 264 mm nederbörd, och den torraste är januari, med 8 mm nederbörd.